# Забірко Віталій Сергійович
Віталій Сергійович Забірко (нар. 22 грудня 1951, Артемівськ (нині Бахмут)) — український письменник-фантаст. Більшість творів написав російською мовою.

## Біографія
Віталій Забірко народився в Артемівську (нині Бахмут). Після закінчення середньої школи він вступив на хімічний факультет Донецького університету, який закінчив у 1976 році. Після завершення навчання тривалий час працював старшим науковим співробітником ВНДІ «Реактивелектрон». Пізніше перейшов на творчу роботу: спочатку працював журналістом, а пізніше головним редактором донецького російськомовного видавництва «Отечество». На початку 1980-х років брав активну участь у семінарах для молодих письменників-фантастів у Малєєвці та Дубултах, а також був активним учасником Всесоюзного творчого об'єднання молодих письменників-фантастів при видавництві «Молода гвардія». з 1992 року Віталій Забірко є членом НСПУ, а з 2004 року — Спілки письменників Росії.

## Літературна творчість
Віталій Забірко розпочав літературну творчість у 1972, коли його оповідання «Сторожовий пес корпорації» надрукували в журналі «Техника – молодежи», за яке автор отримав сою першу премію, ставши переможцем міжнародного конкурсу «71-РОБОТ-72». Пізніше тривалий час Забірко не публікувався, і лише в 1988 році його твори вийшли друком в україномовній збірці «Пульс безконечності — Теплий сніг — Ілюзіон», в якій також опублікували твори Євгена Филимонова та Миколи Анісімова. До цієї збірки увійшли повість Забірка «Теплий сніг» та кілька його оповідань, включно з першим його опублікованим оповіданням «Сторожовий пес корпорації». У 1988 році опублікована повість письменника «Варіант», яка перегукується з романом братів Стругацьких «Важко бути богом», яке надруковано в авторській збірці в 1991 році разом із повістю «Войнуха». У своєму творчому доробку письменник має приклади більшості жанрів класичної фантастики: класичної пригодницької фантастики у збірці «Пришестя цивілизацї», фантастичний крутійський роман представлений романом «Усі кулі повз цілі», іронічний трилер представлений романом «Дуже багато привидів», екологічна фантастика представлена в збірці «Дорожні нариси естет-ентомолога», фантастичний детектив представлений романом «Антропогенний фактор».

## Премії
- У 1992 році отримав премію «Чумацький шлях» за кращий український науково-фантастичний твір.
- У 2006 році став лауреатом премії «Бронзовий ікар».
- У 2013 році став лауреатом російської премії «Місячна веселка».
- У 2018 році отримав російську премію імені Івана Антоновича Єфремова.

### Романи
- 1998 — Все пули мимо
- 2000 — Операция «Карантин»
- 2002 — Слишком много привидений
- 2004 — Рай под колпаком
- 2005 — Антропогенный фактор
- 2005 — Мы пришли с миром
- 2006 — Мародер

### Повісті
- 1988 — Вариант
- 1988 — Теплый снег
- 1989 — Войнуха
- 1989 — Тени сна
- 1990 — Побег
- 1994 — Похороните меня в земле Парадаса
- 1995 — Ловля млечника на живца
- 1995 — Пришествие цивилизации
- 2003 — Жил-был кудесник
- 2003 — Имитация
- 2003 — Крылья судьбы
- 2010 — День пришельца

### Оповідання
- 1972 — Сторожевой пёс корпорации
- 1984 — Чудо в чемодане
- 1987 — Переступи порог
- 1988 — Пейзажний живопис Антона Віленовича Полосіна
- 1988 — Право приказа
- 1989 — Близнецы
- 1989 — Камень слова
- 1991 — За морями, за долами, за высокими горами…
- 1991 — За стенами старого замка
- 1993 — Парниша, открой дверь!
- 1993 — Экспансия по-франски
- 1993 — Я люблю свою жену, или Еще один вестерн
- 1995 — И ещё раз о контакте
- 2003 — Работа за рубежом
- 2007 — Галоши для крокодила
- 2010 — Кое-что из жизни членистоногих
- 2010 — У начала начал
- 2011 — Приворотное зелье
- 2012 — Дикая тварь из дикого леса
- 2012 — Здесь живет Морок